# Garry Monahan
Garry Michael Monahan (* 20. Oktober 1946 in Barrie, Ontario) ist ein ehemaliger kanadischer Eishockeyspieler, der im Verlauf seiner aktiven Karriere zwischen 1963 und 1982 unter anderem 770 Spiele für die Canadiens de Montréal, Detroit Red Wings, Los Angeles Kings, Toronto Maple Leafs und Vancouver Canucks in der National Hockey League auf der Position des Centers bestritten hat. Monahan wurde im NHL Amateur Draft 1963 an der ersten Gesamtposition ausgewählt.

## Karriere
Als mit dem NHL Amateur Draft 1963 erstmals Talente von den NHL-Teams ausgewählt wurden, nutzten die Canadiens de Montréal die Gelegenheit des ersten Rechts um den 16-jährigen Monahan auszuwählen. Erst ein Jahr später wechselte er als Junior zu den Peterborough Petes in die Ontario Hockey Association. In seinem dritten und letzten Jahr spielte er unter anderem mit Billy Harris zusammen, der neun Jahre nach ihm beim NHL Amateur Draft 1972 als Erster ausgewählt werden sollte. 
In der Saison 1967/68 gab er sein Debüt bei den Canadiens, spielte aber meist in der Central Professional Hockey League bei den Houston Apollos. Gemeinsam mit Jacques Lemaire kämpfte er um den letzten verfügbaren Platz im sehr stark besetzten Kader Montreals. Nach einem Jahr, das er überwiegend in der American Hockey League bei den Cleveland Barons verbracht hatte, wechselte er in einem Tauschgeschäft, das Pete Mahovlich nach Montreal brachte, zu den Detroit Red Wings. Hier schaffte er es zum Stammspieler, wurde aber im Februar bis zum Ende der Saison 1969/70 an die Los Angeles Kings weitergegeben. Nach Saisonende brachte ihn ein Tauschgeschäft zu den Toronto Maple Leafs. Im Gegenzug wechselte Bob Pulford nach Los Angeles.
In einer Reihe mit Dave Keon entwickelte er sich zu einem soliden, hart arbeitenden, defensiven Angreifer. Vier Jahre spielte er bei den Leafs. Nach nur einem Spiel in der Saison 1974/75 wurde er gemeinsam mit John Grisdale und im Tausch für Dave Dunn an die Vancouver Canucks weitergegeben. Dort hatte er drei erfolgreiche Jahre, wurde jedoch 1978 ins CHL-Farmteam zu den Tulsa Oilers geschickt. Er kehrte im Sommer zu den Maple Leafs zurück, für die er seine letzte Saison in der NHL bestritt.
Im Anschluss an seine NHL-Karriere spielte er noch drei Jahre für Seibu Tetsudō Tokio in Japan und beendete dort 1982 seine aktive Laufbahn.

## Erfolge und Auszeichnungen
- 1981 Japanischer Meister mit Seibu Tetsudō Tokio

## Karrierestatistik
(Legende zur Spielerstatistik: Sp oder GP = absolvierte Spiele; T oder G = erzielte Tore; V oder A = erzielte Assists; Pkt oder Pts = erzielte Scorerpunkte; SM oder PIM = erhaltene Strafminuten; +/− = Plus/Minus-Bilanz; PP = erzielte Überzahltore; SH = erzielte Unterzahltore; GW = erzielte Siegtore; 1 Play-downs/Relegation; Kursiv: Statistik nicht vollständig)